# Várzea, Aliviada e Folhada
Várzea, Aliviada e Folhada é uma freguesia portuguesa do município de Marco de Canaveses, com 23,19 km² de área e 2346 habitantes (censo de 2021). A sua densidade populacional é 101,2 hab./km².

## História
Foi criada aquando da reorganização administrativa de 2013, resultando da agregação das antigas freguesias de Várzea da Ovelha e Aliviada e Folhada.

## Demografia
A população registada nos censos foi:
| Distribuição da População por Grupos Etários | Distribuição da População por Grupos Etários | Distribuição da População por Grupos Etários | Distribuição da População por Grupos Etários | Distribuição da População por Grupos Etários |
| -------------------------------------------- | -------------------------------------------- | -------------------------------------------- | -------------------------------------------- | -------------------------------------------- |
| Ano                                          | 0-14 Anos                                    | 15-24 Anos                                   | 25-64 Anos                                   | > 65 Anos                                    |
| 2001                                         | 658                                          | 435                                          | 1526                                         | 411                                          |
| 2011                                         | 439                                          | 377                                          | 1498                                         | 457                                          |
| 2021                                         | 245                                          | 290                                          | 1307                                         | 504                                          |

À data da junção das freguesias, a população registada no censo anterior (2011) foi:
| Freguesia atual            | Freguesia atual  | Freguesia atual | Freguesias antigas          | Freguesias antigas | Freguesias antigas |
| Freguesia                  | População (2011) | Área (km²)      | Freguesia                   | População (2011)   | Área (km²)         |
| -------------------------- | ---------------- | --------------- | --------------------------- | ------------------ | ------------------ |
| Várzea, Aliviada e Folhada | 2771             | 23,19           | Várzea da Ovelha e Aliviada | 2169               | 14,33              |
| Várzea, Aliviada e Folhada | 2771             | 23,19           | Folhada                     | 602                | 8,86               |